# 王克威
王克威（1958年10月—），男，中国药学家，青岛大学药学院院长，中国教育部第六批“长江学者”特聘教授。承担中国科技部“863”、“973”等多个重点项目。曾获得中国教育部自然科学奖等奖项，拥有数项发明专利。曾在剑桥大学、耶鲁大学等地留学或者工作。

## 社会兼职
担任中国药理学会理事，《Frontiers in Neuroscience》、《Handbook of Experimental Pharmacology》、《药学学报》、《神经药理学报》编委等职。